# کیم هوا-سوک
کیم هوا-سوک (انگلیسی: Kim Hwa-sook؛ زادهٔ ۲ مارس ۱۹۷۱) بازیکن هندبال اهل کره جنوبی است.